# Temporada 1981-82 de Los Angeles Lakers

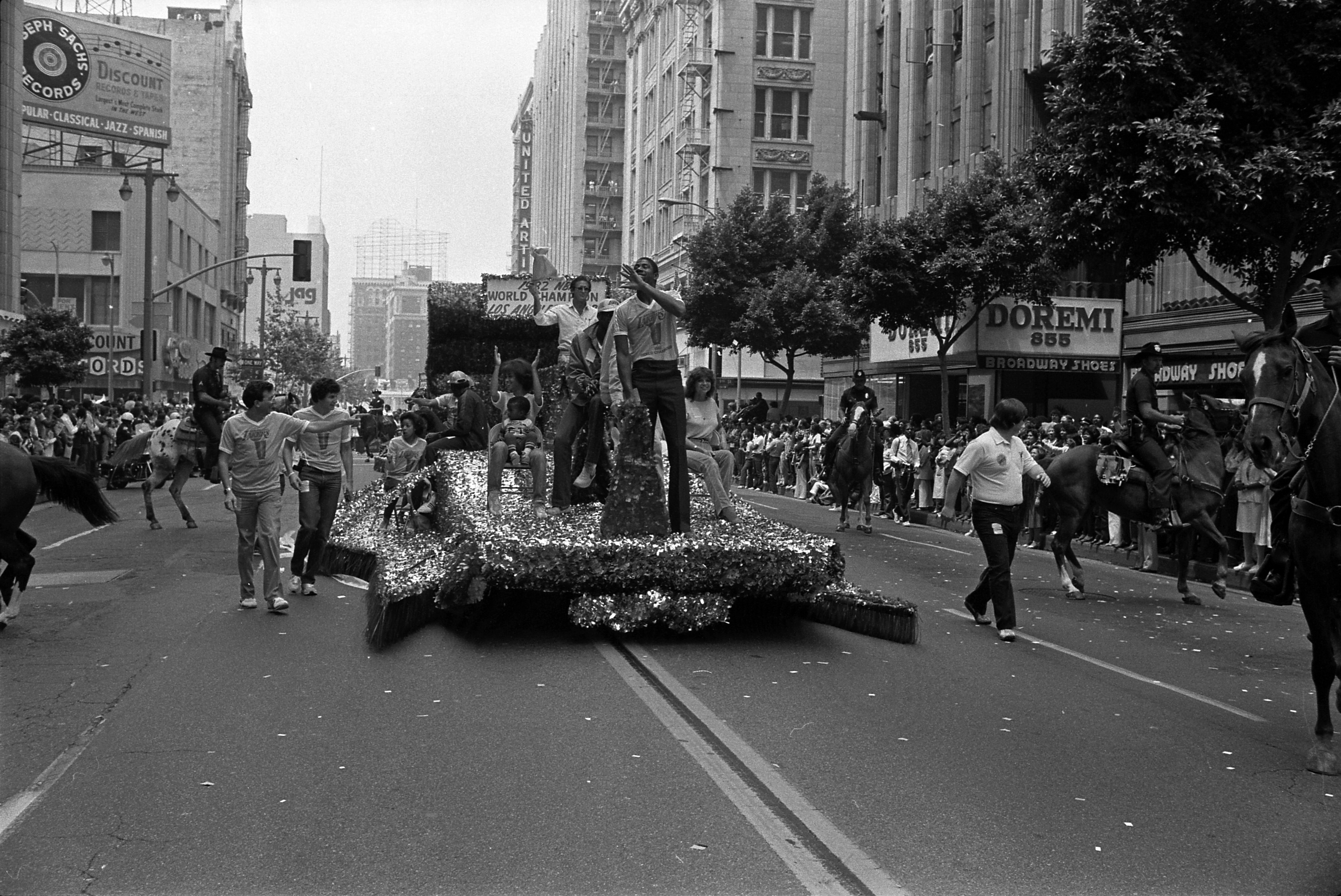
Magic Johnson y Pat Riley en la celebración del Campeonato

La temporada 1981-82 fue la trigésimo cuarta de los Lakers en la NBA, y la vigésimo segunda en su ubicación en Los Ángeles, California. La temporada regular acabaron con 57 victorias y 25 derrotas, ocupando el primer puesto de la Conferencia Oeste, clasificándose para los playoffs en los que se proclamaron campeones, derrotando en las Finales a los Philadelphia 76ers. Fue su octavo título, el tercero desde que puso su sede en Los Ángeles.

## Elecciones en elDraft
| Ronda | Puesto | Jugador       | Posición | Nacionalidad   | Universidad  |
| ----- | ------ | ------------- | -------- | -------------- | ------------ |
| 1     | 19     | Mike McGee    | Escolta  | Estados Unidos | Michigan     |
| 4     | 88     | Kevin McKenna | Escolta  | Estados Unidos | Creighton    |
| 8     | 179    | Jay Triano    |          | Canadá         | Simon Fraser |

## Temporada regular
| División Pacífico      | División Pacífico | División Pacífico | División Pacífico | División Pacífico | División Pacífico | División Pacífico | División Pacífico | División Pacífico |
| Equipo                 | G                 | P                 | %                 | PD                | Casa              | Fuera             | Div               |                   |
| ---------------------- | ----------------- | ----------------- | ----------------- | ----------------- | ----------------- | ----------------- | ----------------- | ----------------- |
| y-Los Angeles Lakers   | 57                | 25                | .695              | –                 | 30–11             | 27–14             | 21–9              |                   |
| x-Seattle SuperSonics  | 52                | 30                | .634              | 5.0               | 31–10             | 21–20             | 18–12             |                   |
| x-Phoenix Suns         | 46                | 36                | .561              | 11.0              | 31–10             | 15–26             | 14–16             |                   |
| Golden State Warriors  | 45                | 37                | .549              | 12.0              | 28–13             | 17–24             | 15–15             |                   |
| Portland Trail Blazers | 42                | 40                | .512              | 15.0              | 27–14             | 15–26             | 15–15             |                   |
| San Diego Clippers     | 17                | 65                | .207              | 40.0              | 11–30             | 6–35              | 7–23              |                   |

## Playoffs

### Semifinales de Conferencia
Los Angeles Lakers vs. Phoenix Suns 
| Fecha       | Partido                                  | Ciudad      |
| ----------- | ---------------------------------------- | ----------- |
| 27 de abril | Los Angeles Lakers 115, Phoenix Suns 96  | Los Ángeles |
| 28 de abril | Los Angeles Lakers 117, Phoenix Suns 98  | Los Ángeles |
| 30 de abril | Phoenix Suns 106, Los Angeles Lakers 114 | Phoenix     |
| 2 de mayo   | Phoenix Suns 107, Los Angeles Lakers 112 | Phoenix     |
|             | Los Angeles Lakers gana las series 4-0   |             |

### Finales de Conferencia
Los Angeles Lakers vs. San Antonio Spurs 
| Fecha      | Partido                                       | Ciudad      |
| ---------- | --------------------------------------------- | ----------- |
| 9 de mayo  | Los Angeles Lakers 128, San Antonio Spurs 117 | Los Ángeles |
| 11 de mayo | Los Angeles Lakers 110, San Antonio Spurs 101 | Los Ángeles |
| 14 de mayo | San Antonio Spurs 108, Los Angeles Lakers 118 | San Antonio |
| 15 de mayo | San Antonio Spurs 123, Los Angeles Lakers 128 | San Antonio |
|            | Los Angeles Lakers gana las series 4-0        |             |

### Finales de la NBA
Philadelphia 76ers vs. Los Angeles Lakers
| Fecha      | Partido                                        | Ciudad      |
| ---------- | ---------------------------------------------- | ----------- |
| 27 de mayo | Philadelphia 76ers 117, Los Angeles Lakers 124 | Filadelfia  |
| 30 de mayo | Philadelphia 76ers 110, Los Angeles Lakers 94  | Filadelfia  |
| 1 de junio | Los Angeles Lakers 129, Philadelphia 76ers 108 | Los Ángeles |
| 3 de junio | Los Angeles Lakers 111, Philadelphia 76ers 101 | Los Ángeles |
| 6 de junio | Philadelphia 76ers 135, Los Angeles Lakers 102 | Filadelfia  |
| 8 de junio | Los Angeles Lakers 114, Philadelphia 76ers 104 | Los Ángeles |
|            | Los Angeles Lakers gana las series 4-2         |             |

## Estadísticas
| Rk | Jugador             | Edad | P  | PT | MP   | TC  | TCI  | %TC  | T3  | T3I | %T3  | TL  | TLI | %TL  | RO  | RD  | RT  | AS  | RB  | TAP | BP  | FP  | PTS  |
| -- | ------------------- | ---- | -- | -- | ---- | --- | ---- | ---- | --- | --- | ---- | --- | --- | ---- | --- | --- | --- | --- | --- | --- | --- | --- | ---- |
| 1  | Magic Johnson       | 22   | 78 | 77 | 38.3 | 7.1 | 13.3 | .537 | 0.1 | 0.4 | .207 | 4.2 | 5.6 | .760 | 3.2 | 6.4 | 9.6 | 9.5 | 2.7 | 0.4 | 3.7 | 2.9 | 18.6 |
| 2  | Norm Nixon          | 26   | 82 | 82 | 36.9 | 7.7 | 15.5 | .493 | 0.0 | 0.1 | .250 | 2.2 | 2.7 | .808 | 0.5 | 1.7 | 2.1 | 8.0 | 1.6 | 0.1 | 2.9 | 3.2 | 17.6 |
| 3  | Jamaal Wilkes       | 28   | 82 | 82 | 35.4 | 9.1 | 17.3 | .525 | 0.0 | 0.0 | .000 | 3.0 | 4.1 | .732 | 1.9 | 2.9 | 4.8 | 1.7 | 1.1 | 0.3 | 2.0 | 2.9 | 21.1 |
| 4  | Kareem Abdul-Jabbar | 34   | 76 | 76 | 35.2 | 9.9 | 17.1 | .579 | 0.0 | 0.0 | .000 | 4.1 | 5.8 | .706 | 2.3 | 6.4 | 8.7 | 3.0 | 0.8 | 2.7 | 3.0 | 2.9 | 23.9 |
| 5  | Mitch Kupchak       | 27   | 26 | 26 | 31.6 | 5.9 | 10.3 | .573 | 0.0 | 0.0 |      | 2.5 | 3.8 | .663 | 2.5 | 5.6 | 8.1 | 1.3 | 0.5 | 0.4 | 1.7 | 3.1 | 14.3 |
| 6  | Michael Cooper      | 25   | 76 | 14 | 28.9 | 5.0 | 9.8  | .517 | 0.0 | 0.2 | .118 | 1.8 | 2.3 | .813 | 1.1 | 2.4 | 3.5 | 3.0 | 1.6 | 0.8 | 2.0 | 2.8 | 11.9 |
| 7  | Bob McAdoo          | 30   | 41 | 0  | 18.2 | 3.7 | 8.0  | .458 | 0.0 | 0.1 | .000 | 2.2 | 3.1 | .714 | 1.1 | 2.8 | 3.9 | 0.8 | 0.5 | 0.9 | 1.2 | 2.7 | 9.6  |
| 8  | Kurt Rambis         | 23   | 64 | 43 | 17.7 | 1.8 | 3.6  | .518 | 0.0 | 0.0 | .000 | 0.9 | 1.8 | .504 | 1.8 | 3.6 | 5.4 | 0.9 | 0.9 | 1.2 | 1.2 | 2.6 | 4.6  |
| 9  | Mark Landsberger    | 26   | 75 | 1  | 15.1 | 1.9 | 4.4  | .438 | 0.0 | 0.0 | .000 | 0.4 | 0.9 | .508 | 2.2 | 3.2 | 5.3 | 0.4 | 0.1 | 0.1 | 0.7 | 1.8 | 4.3  |
| 10 | Jim Brewer          | 30   | 71 | 9  | 13.6 | 1.1 | 2.5  | .463 | 0.0 | 0.1 | .167 | 0.1 | 0.3 | .368 | 1.5 | 2.2 | 3.7 | 0.6 | 0.5 | 0.6 | 0.5 | 1.8 | 2.4  |
| 11 | Eddie Jordan        | 27   | 58 | 0  | 10.5 | 1.5 | 3.6  | .428 | 0.0 | 0.2 | .111 | 0.7 | 0.9 | .796 | 0.1 | 0.7 | 0.7 | 2.3 | 1.1 | 0.0 | 1.1 | 1.7 | 3.8  |
| 12 | Clay Johnson        | 25   | 7  | 0  | 9.3  | 1.6 | 2.9  | .550 | 0.0 | 0.0 |      | 0.4 | 0.9 | .500 | 1.1 | 0.6 | 1.7 | 1.0 | 0.4 | 0.4 | 1.0 | 1.9 | 3.6  |
| 13 | Mike McGee          | 22   | 39 | 0  | 9.0  | 2.1 | 4.4  | .465 | 0.0 | 0.1 | .000 | 0.8 | 1.4 | .585 | 0.9 | 0.4 | 1.3 | 0.4 | 0.5 | 0.1 | 0.9 | 1.5 | 4.9  |
| 14 | Kevin McKenna       | 23   | 36 | 0  | 6.6  | 0.8 | 2.4  | .322 | 0.0 | 0.1 | .000 | 0.3 | 0.5 | .647 | 0.5 | 0.3 | 0.8 | 0.4 | 0.3 | 0.1 | 0.6 | 1.3 | 1.9  |

## Galardones y récords
| Jugador             | Galardón                                                           |
| Magic Johnson       | 2.º Mejor quinteto de la NBA MVP de las Finales de la NBA All-Star |
| Michael Cooper      | Mejor quinteto defensivo de la NBA                                 |
| Kareem Abdul-Jabbar | All-Star                                                           |
| Norm Nixon          | All-Star                                                           |